# Daniel Gordon
Pour les articles homonymes, voir Daniel Gordon (homonymie) et Gordon.
Daniel Gordon est un documentariste britannique.
Il est notamment l'auteur de trois documentaires sur la Corée du Nord :
- Le Match de leur vie (The Game of Their Lives), en 2002, qui raconte le parcours de l'équipe de Corée du Nord de football qui devient la première équipe asiatique à accéder en phase finale de la coupe du monde ;
- Les Demoiselles de Pyongyang (A State of Mind), en 2004, qui suit la vie quotidienne de deux jeunes filles qui se préparent à une compétition de gymnastique ;
- Crossing the Line, en 2006, qui est consacré à l'Américain James Dresnok qui, soldat en Corée du Sud, a franchi la ligne de démarcation en 1952, et, en désertion, vécu jusqu'à sa mort, en novembre 2016, en Corée du Nord.

## Filmographie
- 2002 : Le Match de leur vie (The Game of Their Lives)
- 2004 : Les Demoiselles de Pyongyang (A State of Mind)
- 2006 : Crossing the Line
- 2012 : 9.79* – fait partie de la série ESPN 30 for 30
- 2014 : Hillsborough – partie de 30 for 30
- 2017 : George Best: All By Himself – partie de 30 for 30
- 2019 : The Australian Dream
- 2020 : The Life and Trials of Oscar Pistorius – partie de 30 for 30